# NGC 971
Désignations
NGC 971 est une étoile située dans la constellation du Triangle. 
L'ingénieur irlandais Bindon Stoney a enregistré la position de cette étoile le 14 septembre 1850.
La désignation de cette étoiles est UCAC2 43219327 et selon les plus récentes mesures obtenues par le satellite Gaia sa distance se situe entre 343,1 ± 3,4 pc (∼1 120 al) et 353,4 ± 4,6 pc (∼1 150 al).